# Leonel Hernández
Leonel Hernández Valerín (Cartago; 3 de octubre de 1943) es un futbolista costarricense retirado.
Sus padres fueron José Francisco Hernández Madriz y Dolores Valerín Brenes. Trabajó en el departamento de auditoría del Banco Crédito Agrícola de Cartago.

## Trayectoria
Pasó toda su carrera en el Cartaginés de su ciudad natal, luego de unirse a su equipo juvenil en 1957. Hizo su debut con el equipo absoluto en 1962.
Formó parte del famoso equipo Ballet Azul del club en la década de 1970 y se convirtió en el máximo goleador de la Primera División de Costa Rica en 1973.
En febrero de 2013, Danny Fonseca igualó su récord que tenía que era de 360 partidos jugados con los brumosos.

## Selección nacional
Fue internacional con Costa Rica, jugó 35 partidos y marcó 11 goles. También los representó en 10 partidos de clasificación para la Copa Mundial.

### Participaciones en Campeonatos Concacaf
| Copa                                          | Sede        | Resultado     | Part. | Goles |
| --------------------------------------------- | ----------- | ------------- | ----- | ----- |
| Campeonato de Naciones de la Concacaf de 1963 | El Salvador | Campeón       | 2     | 0     |
| Campeonato de Naciones de la Concacaf de 1965 | Guatemala   | Tercer puesto | 5     | 4     |

## Palmarés

### Títulos nacionales
| Título              | Equipo     | País       | Año  |
| ------------------- | ---------- | ---------- | ---- |
| Copa Gastón Michaud | Cartaginés | Costa Rica | 1963 |

### Títulos internacionales
| Título                                | Equipo     | Sede        | Año  |
| ------------------------------------- | ---------- | ----------- | ---- |
| Campeonato de Naciones de la Concacaf | Costa Rica | El Salvador | 1963 |

### Distinciones individuales
| Distinción                                           | Año  |
| ---------------------------------------------------- | ---- |
| Máximo goleador de la Primera División de Costa Rica | 1973 |